# نفوذی (فیلم ۲۰۱۶)
نفوذی (به انگلیسی: The Infiltrator) فیلمی درام جنایی آمریکایی محصول سال ۲۰۱۶ به کارگردانی برد فرمن و نویسندگی الن براون فرمن است که بر اساس شرح زندگی فردی به همین نام، یعنی رابرت مازور، یک مأمور فدرال گمرک و مالیات عوارض ساخته شده است. مازور با استفاده از نام مستعار «باب موسلا» به تشکیلات پولشویی پابلو اسکوبار، قاچاقچی مواد مخدر، نفوذ می‌کند و به دستگیری او کمک می‌کند. بازیگرانی که در این فیلم نقش‌آفرینی می‌کنند عبارتند از: برایان کرنستون، دیانه کروگر، النا آنایا، بنجامین برت، جان لگویزمائو و ایمی رایان. فیلمبرداری این فیلم در ۲۳ فوریه ۲۰۱۵ در لندن انجام شد و سپس در روز ۱۳ ژوئیه ۲۰۱۶ در ایالات متحده اکران شد.